# Mandevilla illustris
Mandevilla illustris là một loài thực vật có hoa trong họ La bố ma. Loài này được (Vell.) Woodson mô tả khoa học đầu tiên năm 1933.

## Hình ảnh

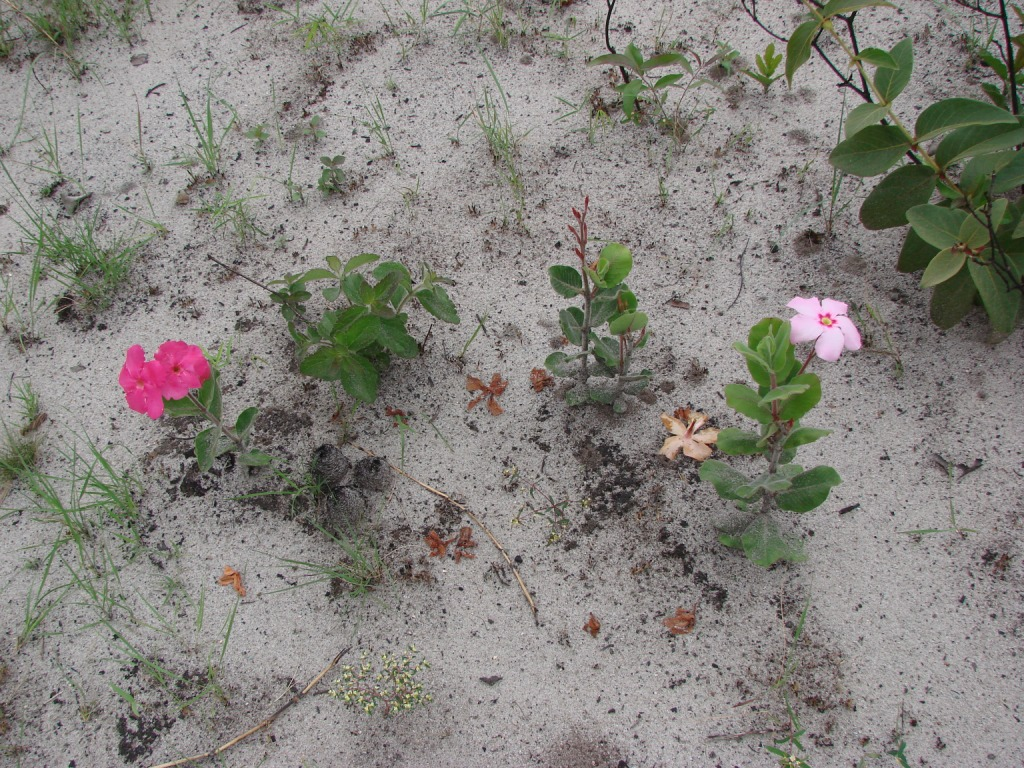
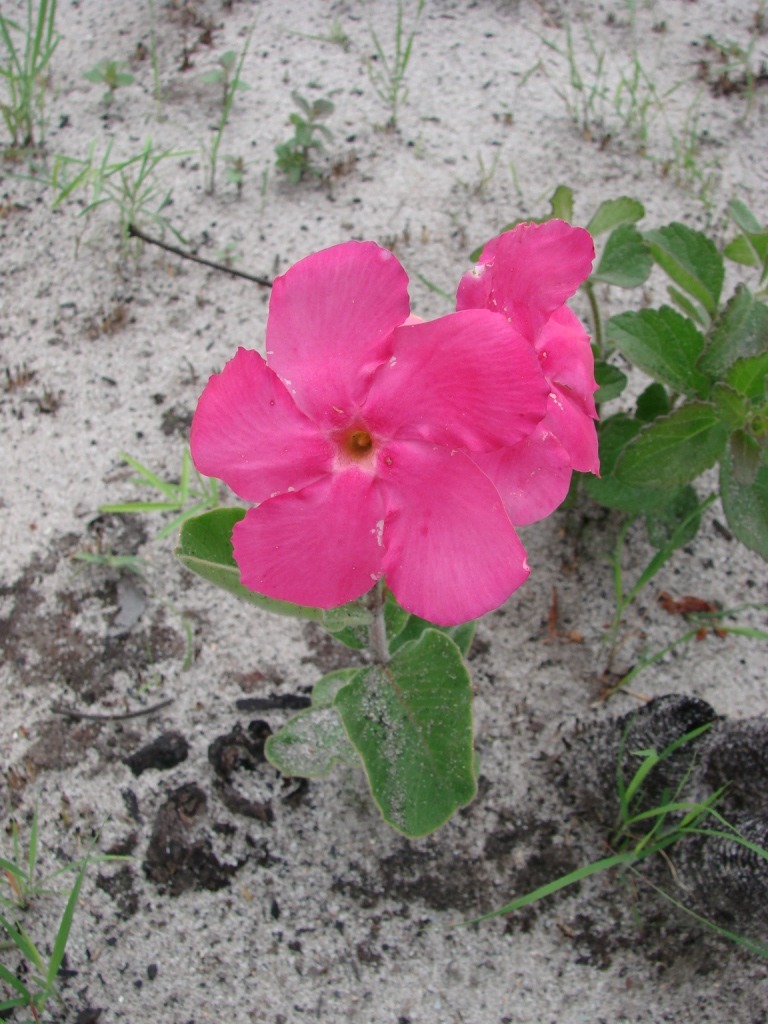
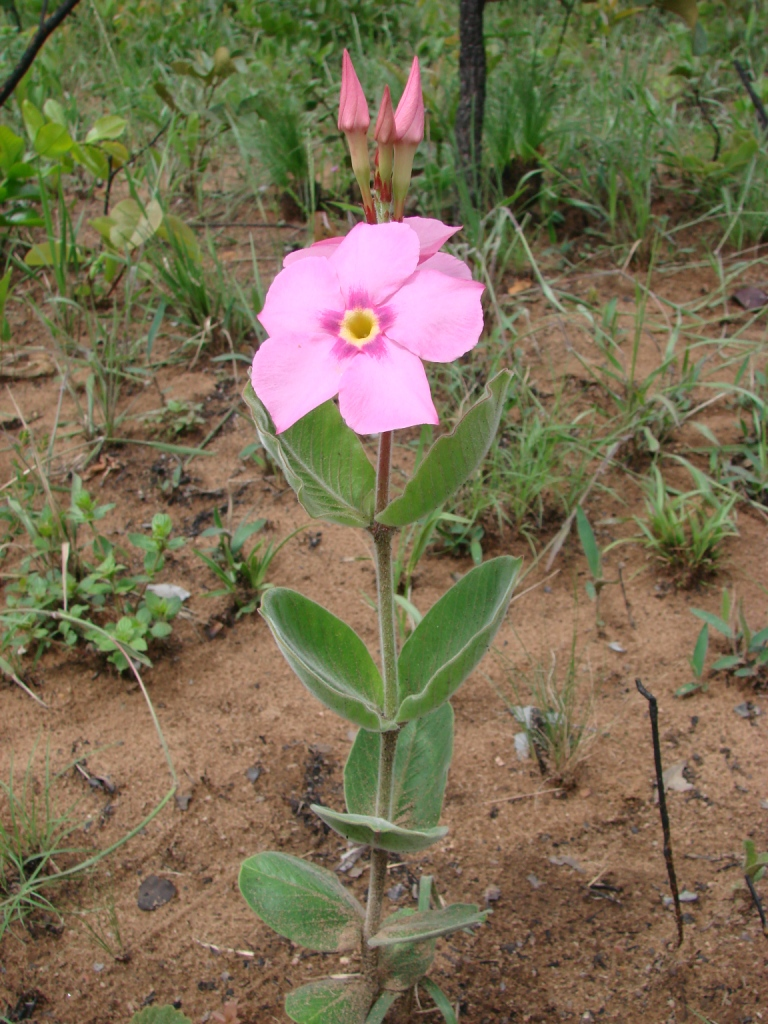